# Forcipomyia australiensis
Forcipomyia australiensis är en tvåvingeart som först beskrevs av Jean-Jacques Kieffer 1917.  Forcipomyia australiensis ingår i släktet Forcipomyia och familjen svidknott. Inga underarter finns listade i Catalogue of Life.